# Beinn a’ Bhùird
Der Beinn a’ Bhùird ist ein als Munro und Marilyn eingestuftes, 1.197 m (3.927 ft) hohes Bergmassiv in Schottland. Der gälische Name kann in etwa mit Berg des Tisches oder Berg der Tafel übersetzt werden. Der Hauptgipfel des Beinn a’ Bhùird liegt auf der Grenze zwischen den Council Areas Aberdeenshire und Moray im Osten der zentralen Cairngorms etwa 15 Kilometer nordwestlich von Braemar und gut 25 Kilometer südöstlich von Aviemore. Er ist der elfthöchste Berg Schottlands und des Vereinigten Königreichs.

## Lage und Beschreibung
Das durchwegs auf über 1000 Meter liegende Gipfelplateau des Beinn a’ Bhùird erstreckt sich in den östlichen Cairngorms über mehr als drei Kilometer in Nord-Süd-Richtung und besitzt mehrere Gipfel. Der höchste, als North Top bezeichnete Gipfel liegt im Norden des Plateaus, der mit 1179 Metern zweithöchste Punkt wird als South Top bezeichnet und liegt etwa 2,7 Kilometer südlich des North Top. Südlich des South Top liegt ein weiterer, 1177 Meter hoher namenloser Nebengipfel. Nordöstlich des Hauptgipfels liegen mit dem 1172 Meter hohen Cnap a’ Chlèirich und dem 1107 Meter hohen Stob an t-Sluichd weitere Nebengipfel. Hinzu kommen nördlich wie südlich weitere, deutlich niedrigere Vorgipfel. Östlich des Gipfelplateaus liegt der 1171 Meter hohe, ebenfalls als Munro eingestufte Ben Avon.
Von den zentralen Cairngorms aus gesehen ist der Beinn a’ Bhùird ein sehr breiter Bergrücken mit durchweg steil abfallenden breiten, von Heide und Moorland geprägten Hängen. Er ist über die weiten Gras- und Heideflächen des Hochplateaus Mòine Bhealaidh mit dem westlich benachbarten, 1083 Meter hohen Beinn a’ Chaorainn verbunden. Aus dem südlich liegenden Glen Quoich wirkt das Massiv ebenfalls abweisend, weist aber teils auch moderat steigende Hänge auf, ähnlich auch aus Richtung Norden aus dem Glen Avon, dem Tal des River Avon. Beide Seiten sind ebenfalls von Heide, Moor- und Grasflächen geprägt. Die Ost- und Nordostseite ist dagegen von mehreren Corries mit teils über 200 Meter steil abfallenden Felswänden geprägt. Von Süd nach Nord folgen auf der Ostseite das Ear-choire Sneachdach, das Coire Buidhe, das Coire na Cìche, das Coire an Dubh-lochain mit dem kleinen See Dubh Lochan und das Coire nan Clach. Unterbrochen von der überwiegend von steilen Grashängen mit wenigen Felsklippen geprägten Ostseite des Nebengipfels Cnap a’ Chlèirich und dem auf rund 980 Meter Höhe liegenden, als The Sneck bezeichneten kurzen Grat zum Ben Avon, folgt das sich nach Nordosten öffnende Garbh Choire, das nach Nordosten in das breitere, ebenfalls beidseits steile Seiten aufweisende Slochd Mòr, ein Seitental des Glen Avon, übergeht. Die Corries sind teils durch markante Felsgrate getrennt, auffällig sind vor allem die Felsspitze des A’ Chìoch nördlich des Coire na Cìche sowie der Dividing Buttress nördlich des Coire an Dubh-lochain.

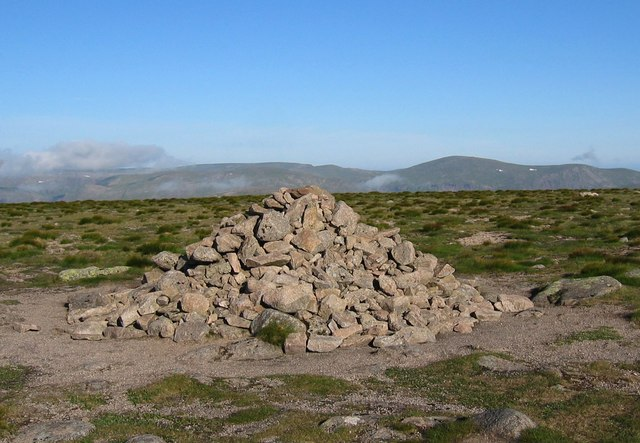
Der Gipfelcairn des Beinn a’ Bhùird, Blick nach Westen zu den zentralen Cairngorms
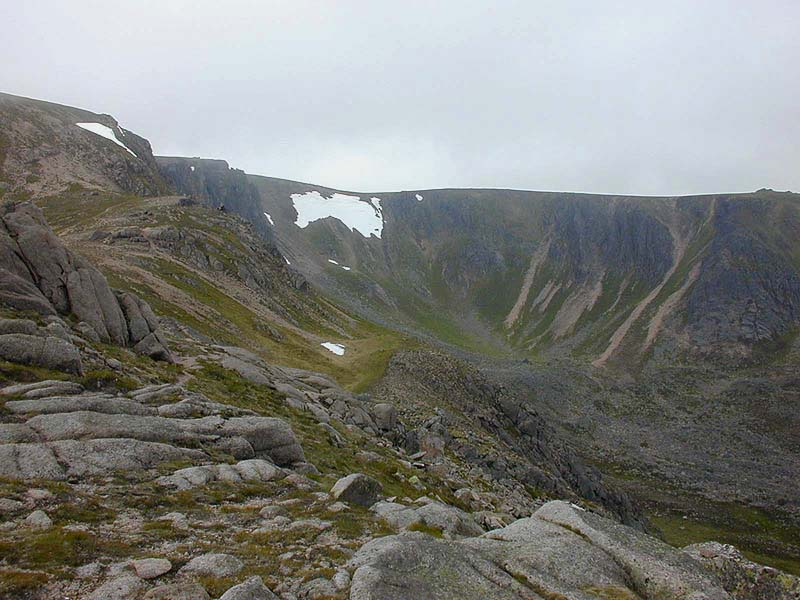
Blick in das Garbh Choire auf der Nordseite des Beinn a’ Bhùird vom Verbindungsgrat The Sneck zum Ben Avon
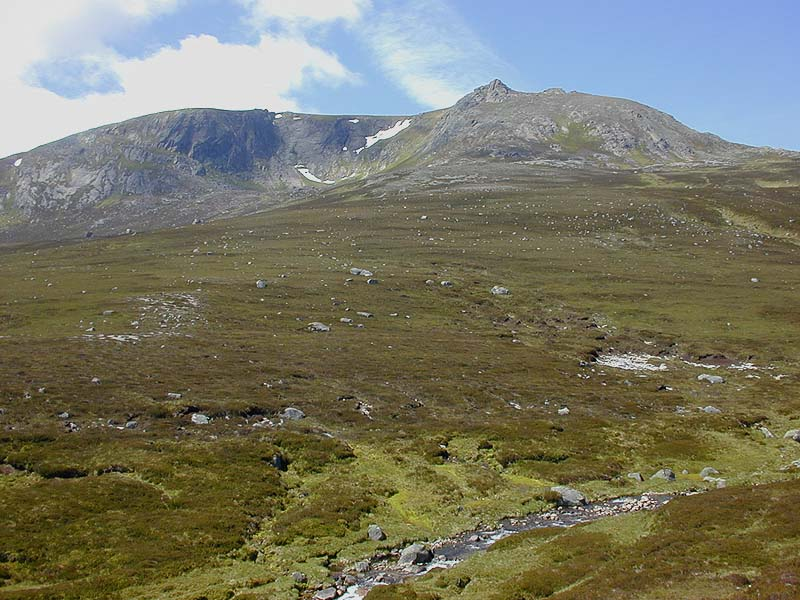
Blick aus dem oberen Glen Quoich nach Westen in das Coire na Cìche und zu markanten Felsspitze des A’ Chìoch
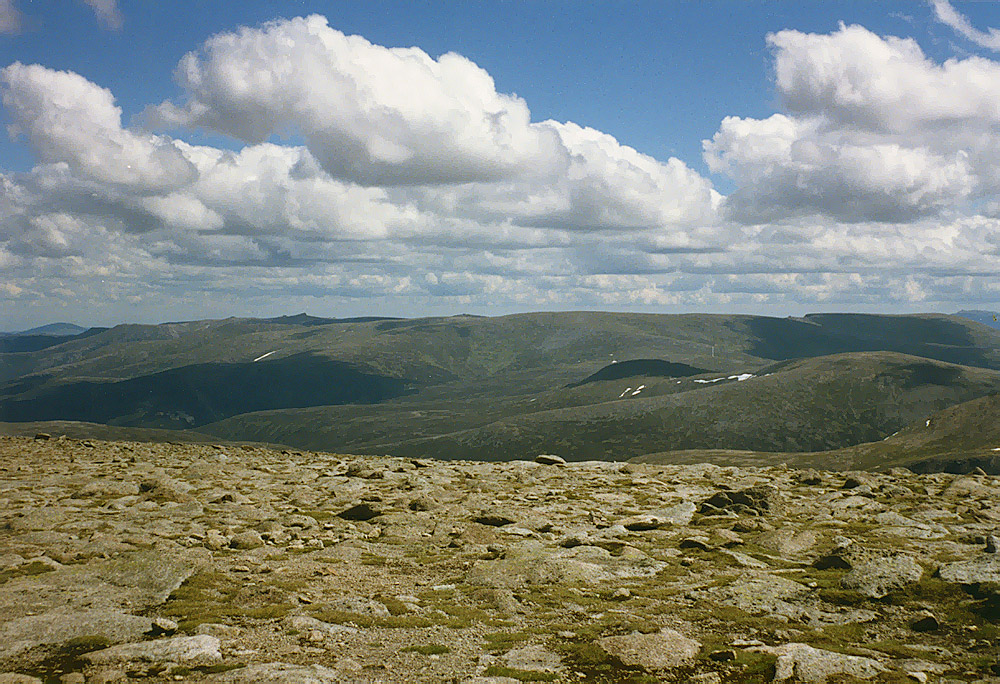
Blick vom Cairn Gorm nach Osten zum breiten Plateau des Beinn a’ Bhùird, links die Spitze des weiter östlich liegenden Ben Avon

## Geschichte
Im 1654 von Joan Blaeu erstellten ersten Atlas Schottlands wurde der Beinn a’ Bhùird als Bini Bourd bezeichnet. Der östliche Teil des Berges gehört seit langem zum Besitz des auf Invercauld Castle residierenden Chiefs des Clans Farquharson. Der Legende nach sollten die Farquharsons den Besitz verlieren, wenn The Laird’s Tablecloth (deutsch: Das Tischtuch des Grundbesitzers), ein sich meist den Sommer durch haltendes Schneefeld im Ear-choire Sneachdach, verschwindet. Der Klimawandel hat allerdings dazu geführt, dass das Schneefeld schon mehrfach im Sommer verschwand.
Die westliche Hälfte des Berges gehört zur Mar Lodge Estate. Ursprünglich Besitz der Earls of Mar, verlor John Erskine, 23. Earl of Mar den Besitz, nachdem er sich 1715 am ersten Aufstand der Jakobiten beteiligt hatte. Die Estate gelangte im Laufe der nächsten Jahrzehnte schließlich an die Familie der nachmaligen Dukes of Fife. 1962 kam die Estate und damit der Westteil des Beinn a’ Bhùird in den Besitz einer Schweizer Familie, die im Zuge ihrer Überlegungen zur wirtschaftlichen Nutzungen auch ein Skigebiet plante und zur Vorbereitung unter anderem eine breite Piste für geländegängige Kraftfahrzeuge bis auf das Gipfelplateau des Beinn a’ Bhùird anlegen ließ. Nach mehrfachen Besitzerwechseln gehört sie seit 1995 dem National Trust for Scotland (NTS) und ist inzwischen als National Nature Reserve ausgewiesen. Der NTS ließ die Fahrpiste auf den Gipfel in den Jahren nach der Übernahme wieder zurückbauen und wandelte sie in einen schmalen Wanderweg um.
Auf der Nordseite des Berges liegen unterhalb des Stob an t-Sluichd die Reste einer Airspeed Oxford der RAF, die am 10. Januar 1945 gegen den Berg prallte. An Bord waren fünf aus der Tschechoslowakei stammende Piloten und Soldaten, alle kamen dabei ums Leben. Das Wrack und die Überreste der Besatzung wurden erst im August des gleichen Jahres durch Bergwanderer entdeckt. 2005 wurde am Absturzort eine Gedenkplakette angebracht.

## Bergsteigen und Klettern
Durch seine Lage inmitten der unbesiedelten Berglandschaft der Cairngorms weitab öffentlicher Straßen erfordern alle Besteigungen des Beinn a’ Bhùird lange Anmärsche. Von Munro-Baggern am meisten genutzt wird der Zugang aus Richtung Süden. Er beginnt am Ende der von Braemar im Tal des Dee verlaufenden Fahrstraße bei den als Linn of Quoich bezeichneten Wasserfällen des Quoich Water kurz vor der Mündung in den Dee. Der Anmarsch führt durch das Glen Quoich bis südlich des Beinn a’ Bhùird und dann ansteigend über einen als An Dìollaid bezeichneten Grat südwestlich des South Top bis auf das Gipfelplateau. Von dort folgt der Weg der Abbruchkante in die Corries auf der Ostseite bis zum North Top. Alternativ kann der Berg auch von Südosten durch das Gleann an t-Slugain erreicht werden, Ausgangspunkt ist die kleine Ansiedlung Keiloch an der A93 östlich von Braemar. Zustiege aus dem Glen Avon im Norden sind ebenfalls möglich, erfordern aber sehr lange Anmärsche und meist ein Biwak.
Die Corries des Beinn a’ Bhùird sind auch Ziel für Kletterer und für Eiskletterer. Bedeutend sind vor allem Routen im Coire na Cìche, Coire an Dubh-lochain und Garbh Choire. Aufgrund der etwas brüchigen Felsqualität in den beiden östlichen Corries ist im Sommer vor allem das Garbh Choire ein Ziel, im Winter bieten dagegen alle drei Corries bei entsprechender Witterung viele anspruchsvolle Eiskletterrouten. Die bekannteste Route ist die im Sommer als „Severe“, im Winter mit V eingestufte Mitre Ridge im Garbh Choire. Die 220 Meter lange Route wurde 1933 erstbegangen, die erste Winterdurchsteigung folgte 1953 durch eine Seilschaft mit Tom Patey.